# Norodom Sihamoni
Norodom Sihamoni (født 14. maj 1953) er Cambodjas konge siden 14. oktober 2004.
Norodom Sihamoni er søn af kong Norodom Sihanouk og yngre halvbror af tidligere premierminister Norodom Ranariddh. Han har tilbragt meget af sit liv i eksil i Prag, hvor han var student, og i Frankrig. Før han besteg tronen var han bedst kendt for sit arbejde som kulturambassadør i Europa og som instruktør i klassisk dans. Han var også Cambodjas ambassadør til UNESCO.
Norodom Sihamoni blev 51 år gammel valgt til konge den 14. oktober 2004 af et ni-personers tronråd, en uge efter at hans far, Norodom Sihanouk, overraskende havde abdiceret.
Norodom Sihamoni er ugift og barnløs, det er ikke noget stort problem i Cambodjas, da det er et tronråd som vælger kongens efterfølger.